# Senra (Oroso)
Senra (llamada oficialmente Santa Eulalia de Senra) es una parroquia española del municipio de Oroso, en la provincia de La Coruña, Galicia.

## Topónimo
El nombre  "senra", al igual que "seara", significa en gallego  una ‘siembra de cereal’, un campo cultivado. Es de origen prerromano, derivado de la forma sénara.

## Entidades de población
Entidades de población que forman parte de la parroquia:
- Bayuca (A Baiuca)
- Arderís
- Couso
- Viñán
- Burata (A Burata)
- Carreira (A Carreira)
- Castro
- Eirás
- La Iglesia (A Igrexa)
- Iglesario (O Igrexario)
- Regueiro (O Regueiro)
- Senra
- Torre (A Torre)
- Vilares
- Viña (A Viña)
- Xabel (O Xabel)
- As Canteiras
- Os Curros
- O Formigueiro

## Demografía
| Gráfica de evolución demográfica de Senra entre 2000 y 2019 |
|                                                             |
| Datos según el nomenclátor publicado por el INE.            |

## Festividades
Las  fiestas patronales están dedicadas a Santa Eulália, que es honrada con una fiesta el primer fin de semana de octubre (viernes, sábado y domingo). También cuenta con otras fiestas pequeñas, dirigidas a los habitantes más cercanos al lugar.